# Một ngày
Một ngày (hay còn được gọi là Tóc ngắn Acoustic) là album phòng thu thứ sáu của nữ ca sĩ Mỹ Linh. Album được phát hành ngày 11 tháng 7 năm 2011 sau một thời gian dài tới 5 năm kể từ album trước đó của cô, Để tình yêu hát (2006). Album là sản phẩm của Mỹ Linh cùng ban nhạc Anh Em trong một dự án kéo dài suốt 3 năm với nhiều cầu kỳ trong ý tưởng cũng như sản xuất. Đây là album mà Mỹ Linh quyết định tạo nên một bước đột phá mới trong làng nhạc Việt Nam khi tiến hành thu âm toàn bộ các ca khúc với chất liệu acoustic. Một ngày cũng là một trong những album nằm trong dự án "Tóc ngắn" của Mỹ Linh, mở đầu với album cùng tên năm 1998, tiếp đó là Vẫn mãi mong chờ năm 2002.
Một ngày cũng đánh dấu sự tham gia ấn tượng của Mỹ Linh khi cô viết lời tới 7 trong 9 ca khúc của album. Qua đây, cô đã bộc bạch với người nghe về gia đình và những trải nghiệm từ cuộc sống. Album cũng có sự tham gia của 2 người con gái, Anna và Mỹ Anh. Với chất liệu acoustic, Một ngày chủ yếu bao gồm những ca khúc mang phong cách jazz và R&B. Nếu như R&B vốn là dòng nhạc quen thuộc của Mỹ Linh thì jazz lại là một sự thử nghiệm lớn từ sự góp mặt của thành viên mới của ban nhạc Anh Em, Tuấn Nam. Album cũng tạo tiếng vang nhờ sự cộng tác của chuyên gia âm thanh nổi tiếng Hollywood, Doug Sax. Đây chính là album đầu tiên của Việt Nam phát hành dưới cả hai dạng CD và đĩa than, bên cạnh các bản phát hành kỹ thuật số trên Amazon và iTunes đây.
Tại Giải thưởng Âm nhạc Cống hiến 2011, Một ngày vinh dự nhận giải thưởng "Album của năm" còn nhạc sĩ Anh Quân nhận giải "Nhạc sĩ của năm".

## Thu âm và sản xuất
~ Anh Quân
Nhạc sĩ Anh Quân và ban nhạc Anh Em chính là những người đề xuất ý tưởng thực hiện album mới cho Mỹ Linh "bằng micro chứ không phải bằng máy tính". Nếu như Tóc ngắn I và Tóc ngắn II nói về tình yêu và tuổi trẻ, Made in Vietnam là những ký ức về tuổi thơ còn Để tình yêu hát là những ca từ về tình yêu của một người từng trải, chủ đề chính của Một ngày lại là những ca khúc nói về gia đình. Chủ đề này lấy từ bước ngoặt từ chính cuộc sống của gia đình Mỹ Linh – Anh Quân: năm 2009, họ cùng chuyển nhà tới Sóc Sơn, ngoại thành Hà Nội – trụ sở của Anh Em Studio và AE Records. Đây là một sự thay đổi lớn đối với cô về suy nghĩ, công việc và phong cách sống, đem tới cho cô một thế giới quan vô cùng mới mẻ: Mỹ Linh thậm chí còn biết chữa cúm cho đàn gà, biết tự tay trồng một vườn hoa và rau sạch.
R&B kết hợp cùng soul và jazz tiếp tục là những phong cách mà Mỹ Linh theo đuổi. Khi đề cập tới việc khán giả chờ đợi những điều mới ở album này, cô cho rằng mình tiếp tục "đào sâu chứ không hẳn là cứ thay đổi phong cách liên tục" vì điều đó "không thể coi là chuyên nghiệp".
Tất cả ê-kíp cùng thu âm tại phòng thu của ban nhạc Anh Em. Tay trống Quốc Bình cùng với nhạc sĩ Anh Quân đã phải mất tới vài buổi chỉ để thực hiện mỗi công việc căn chỉnh, căng mặt trống, thu thử để tìm ra được âm sắc thích hợp cho từng ca khúc trong album, việc mà với một người làm phối âm trên máy tính chỉ thực hiện trong 10 phút. Phần chọn lọc âm thanh cũng như sắp đặt micro cũng vô cùng cầu kỳ, "dù chỉ là nhạc cụ tham gia một vài nốt, cho đến những nhạc cụ chủ đạo tham gia cả một album".
Trong Một ngày, ngoài ê kíp thực hiện là ban nhạc Anh Em, Mỹ Linh còn mời nhóm M4U tới cộng tác trong ca khúc "Nhớ mưa" của Huy Tuấn. Album còn có sự tham gia của 2 cô con gái Anna và Mỹ Anh. "Mỹ Anh thu nhanh hơn Mỹ Linh gấp 10 lần. Bài "Cơn bão" song ca cùng mẹ, Mỹ Anh thu chỉ trong 2-3 tiếng", nhạc sĩ Anh Quân chia sẻ. Nhạc sĩ Hoài Sa cũng được ê-kíp mời tới cộng tác trong vai trò hỗ trợ hòa âm. Ngoài Anh Quân và Huy Tuấn, album còn có sự đóng góp sáng tác của saxophone Hồng Kiên với ca khúc quan trọng "Cơn bão". Dàn dây được nhạc sĩ Anh Quân mời từ Nhạc viện Hà Nội. Viettel Telecom cũng tham gia vào quá trình sản xuất album. Phần chỉnh âm được thực hiện một phần ở Mỹ với chuyên gia tới từ Hollywood, Doug Sax. Ông cũng là người hoàn thiện quá trình ghi âm cho album dưới dạng đĩa than.

## Dấu ấn nghệ sĩ

### Sáng tác
~ Mỹ Linh, nói về ca khúc "Chiều"
Mỹ Linh đã trở thành một phần của ban nhạc khi tự mình viết lời cho 7 trong số 9 ca khúc của album. Đó là lời tâm sự của cô dành riêng cho chồng, trong đó có cả những yêu thương và hờn trách, và cả những lời cô viết tặng con và gia đình. "Mùa cũ" là ca khúc duy nhất viết cô cho người cũ với mong muốn ngày xưa mãi ngủ yên. Mỹ Linh tự tin chia sẻ "mình đã đủ độ chín trong cảm xúc cũng như trong cách diễn đạt chúng để viết ra những suy nghĩ của mình".
Cũng chính vì lý do này mà Mỹ Linh đã chọn tên album là Một ngày, cô cho biết: 
| “ | Tôi muốn chia sẻ với khán giả một ngày của tôi, một ngày bình thường của một người phụ nữ như tôi và còn có một cái khác mà tôi nghĩ rằng nó lớn hơn cái một ngày một chút, bởi vì tôi nghĩ rằng cuộc đời của mỗi người cũng vậy thôi, có một ngày [..]. Và thông điệp của tôi là muốn gửi một ngày đến tất cả khán giả, để tất cả mọi người hãy sống một cách yên bình và có một ngày bình an, để cả cuộc đời của họ sẽ là một ngày dài bình an. | ” |

Với chất liệu acoustic, tính thính phòng là điểm nhấn của album. Tuy nhiên, việc hát và bè R&B trên nền dàn dây là một công việc khó, đòi hỏi rất nhiều chất xám của ê-kíp. Hơn nữa, thành viên mới của ban nhạc Anh Em, Tuấn Nam, đã mang tới chất jazz cho album. Tính thính phòng qua cách hát thiên về kỹ thuật của Mỹ Linh cũng như dàn nhạc thính phòng cũng khiến album mang nhiều hình ảnh của Chat với Mozart. Một số giai điệu, như "Cơn bão", "Mãi bên con",... được viết để khai thác triệt để tầm cữ giọng của Mỹ Linh. Cũng vì acoustic, những nhạc cụ quen thuộc của ban nhạc như keyboard và guitar điện (trừ bass) đều bị giảm thiểu, và piano trở thành nhạc cụ quan trọng cho hầu hết các ca khúc.
Ca khúc "Cơn bão" được Hồng Kiên và Mỹ Linh viết khi đang có cơn bão Chanchu ở vùng biển Phú Yên. Bài hát kể lại câu chuyện về mất mát của một em bé mất mẹ trong cơn bão. Sự tham gia của con gái Mỹ Anh là chủ ý của Anh Quân nhằm đưa ca khúc thêm phần xúc động. "Tiếng dương cầm" vốn được Anh Quân sáng tác cho Hồ Ngọc Hà từng nằm trong album 24 giờ 7 ngày (2004) và được Mỹ Linh lựa chọn cho album theo một bản phối mới.

### Bìa đĩa
Với bìa album, Mỹ Linh quyết định chọn nhiếp ảnh gia K. Hiory. Cô (cùng Anh Quân và Huy Tuấn) đã phải bay sang tận Nhật Bản để chụp cho mình những hình ảnh giản dị và ra chất "acoustic" trong album bằng cách trang điểm nhẹ nhàng và để tóc ngắn suôn thẳng. Ê-kíp của K. Hiory (We Planner) đã phụ trách hoàn toàn phần chụp và thiết kế các bức ảnh bìa trước, bìa sau và phụ lục cho album.

## Danh sách ca khúc
Ngoài "Tiếng dương cầm" và "Mãi bên con", toàn bộ phần lời được viết chủ yếu bởi Mỹ Linh.
| STT | Nhan đề                     | Sáng tác  | Thời lượng |
| --- | --------------------------- | --------- | ---------- |
| 1.  | "Chiều"                     | Huy Tuấn  | 3:50       |
| 2.  | "Lời mẹ hát"                | Anh Quân  | 4:53       |
| 3.  | "Mùa cũ"                    | Huy Tuấn  | 4:07       |
| 4.  | "Một ngày"                  | Anh Quân  | 4:30       |
| 5.  | "Cơn bão"                   | Hồng Kiên | 5:39       |
| 6.  | "Tiếng dương cầm"           | Anh Quân  | 4:12       |
| 7.  | "Nhớ mưa" (hợp tác với M4U) | Huy Tuấn  | 3:52       |
| 8.  | "Gửi anh"                   | Anh Quân  | 5:05       |
| 9.  | "Mãi bên con"               | Anh Quân  | 4:49       |

| Bonus track | Bonus track             | Bonus track | Bonus track |
| STT         | Nhan đề                 | Sáng tác    | Thời lượng  |
| ----------- | ----------------------- | ----------- | ----------- |
| 10.         | "Cơn bão" (cùng Mỹ Anh) | Hồng Kiên   | 5:38        |

## Video clip
- "Lời mẹ hát" (đạo diễn: Trần Thăng Long; thực hiện bởi: Yan Media và QUAD Entertainment).
- "Nhớ mưa" (đạo diễn và sản xuất: Triệu Quang Huy; thực hiện bởi: Film Ninja Productions).
- "Mùa cũ" (đạo diễn: Danny Nguyễn).

## Thành phần tham gia sản xuất
| Ban nhạc Anh Em - Anh Quân – sáng tác, hòa âm, phối khí, guitar, hát bè. - Huy Tuấn – sáng tác, hòa âm, phối khí, bass. - Hồng Kiên – sáng tác, hòa âm, phối khí, saxophone, bộ hơi. - Văn Hà – keyboard, guitar. - Tuấn Nam – piano. - Quốc Bình – trống, bộ gõ, định âm. Dàn nhạc thính phòng - Dàn nhạc dây của Học viện Âm nhạc Quốc gia Hà Nội. - Hồ Việt Khoa – phụ trách hòa âm. - Doãn Chí Nghĩa – kỹ thuật viên âm thanh. - Anh Quân – chỉ huy dàn nhạc. | Các nghệ sĩ khác - Hoài Sa – hòa âm, phối khí, guitar, piano. - M4U bao gồm Minh Vương, Đinh Mạnh Ninh và Hồng Dương – hát chính, hát bè, hát nền trong "Nhớ mưa". - Ngọc Quân – định âm. - Trung Đông – trumpet. - Anna – hát nền, hát bè. - Mỹ Anh – hát chính, hát bè trong "Cơn bão" (bonus track). Ê-kíp sản xuất - Sản xuất – Anh Quân, Huy Tuấn. - Thiết kế – We Planner. - Chụp ảnh – Huy Tuấn, K. Hiory. - Kỹ thuật viên âm thanh – Anh Quân, Doãn Chí Nghĩa, Doug Sax. |

## Phát hành
~ Trương Ngọc Ninh
Ngày 11 tháng 7 năm 2011, trong một buổi họp báo chính thức tại Hà Nội, Mỹ Linh và ban nhạc Anh Em đã giới thiệu và cho phát hành Một ngày trước công chúng. 5 năm mới cho ra đời một album, thậm chí Mỹ Linh đã phải đi xem ngày ra mắt rất cẩn thận. Buổi họp báo có sự xuất hiện của nhiều nghệ sĩ như Tùng Dương, Uyên Linh,... Trong ngày ra mắt, Mỹ Linh cũng thổ lộ ao ước thực hiện một tour diễn quanh Việt Nam để giới thiệu album.
Album được phát hành tại Việt Nam bởi Viết Tân và Hãng phim Phương Nam. Ngoài ấn bản CD, Mỹ Linh cũng cho phát hành album trên trang web trực tuyến iTunes cùng ngày và đưa album lên trang mạng Amazon ngày 17 tháng 8 năm 2011. Tính đột phá của album là ở chỗ Một ngày là album đầu tiên của Việt Nam được phát hành dưới dạng đĩa than. Phần chỉnh âm và kỹ thuật máy được Doug Sax thực hiện tại Mỹ sau khi chính ông viết e-mail cho nhạc sĩ Anh Quân để ca ngợi ê-kíp, đồng thời động viên phát hành đĩa than. Mỹ Linh nói đây là một cách làm quan trọng mà cô muốn gợi ý tới các nhà sản xuất nhằm tuyên chiến với nạn băng đĩa lậu.
Với Một ngày, Mỹ Linh đã thực hiện 3 video clip theo kèm. Video đầu tiên là ca khúc "Lời mẹ hát" được phát hành độc quyền trên YanTV từ ngày 8 tháng 3 năm 2011 như một lời quảng bá đầy hứa hẹn cho album. Trong video có sự góp mặt của các con của Mỹ Linh là Anna và Mỹ Anh. Ca khúc tiếp theo "Nhớ mưa" được ra mắt vào tháng 4 năm 2012 (thực hiện bởi ê-kíp của đạo diễn Triệu Quang Huy) quay Mỹ Linh và M4U cùng ban nhạc Anh Em tại Nhà hát Lớn Hà Nội. MV cho bài hát "Mùa cũ" ra mắt vào tháng 1 năm 2013.
Trong vai trò nhạc sĩ và nhà sản xuất, Huy Tuấn cũng gửi lời cảm ơn tới Doug Sax và các thành viên tham gia thực hiện album. Thành công của Một ngày cũng đã khiến Anh Quân ấp ủ kế hoạch thực hiện một liveshow hoàn toàn "acoustic".

## Đánh giá
Trước và ngay cả khi mới ra mắt, Một ngày phải đối mặt với rất nhiều hoài nghi từ giới chuyên môn. Những hoài nghi đó đơn thuần tới từ tính "kén tai" của album. Tuy nhiên, trái lại album nhận được nhiều phản hồi rất tích cực từ dư luận. Nhiều nhà báo và công chúng đánh giá album bằng cụm từ "giản dị, đỉnh cao và gắn bó". Về giai điệu, album vẫn giữ được những nét đặc trưng của ban nhạc Anh Em với những phần đảo phách và chuyển nhịp quen thuộc. Với phong cách jazz đổi mới, Một ngày được đánh giá cao về phần hòa âm với sự kết hợp hài hòa giữa dàn nhạc dây, giọng hát, piano và dàn hơi.
Trang web chính thức của Hội nhạc sĩ Việt Nam bình luận album "đầy màu sắc phong phú khiến người nghe có thể nghe đi, nghe lại rất nhiều lần mà vẫn có thể tìm thấy sự mới mẻ của từng lần nghe khác nhau." Báo Thể thao & Văn hóa thì cho rằng nhận xét "sự sáng tạo trong hòa âm phối khí, đặc biệt là xử lý dàn nhạc dây [đã khiến album] toát lên sự tinh tế đầy chất trữ tình, thể hiện được "đẳng cấp" của giọng hát và được xem là một khám phá mang chiều sâu đối với acoustic." Tạp chí Đẹp bình luận về sự "chia tay" với các nhạc cụ điện tử của ê-kíp Mỹ Linh để "quay trở lại những ngón đàn mang tâm hồn con người", "thứ mà máy móc không bao giờ có thể thay thế được."
Có rất nhiều lời khen cho phần ca từ của album. Nhà báo Khánh Chi đề cao đóng góp của Mỹ Linh bên cạnh các nhạc sĩ Anh Quân, Huy Tuấn, Hồng Kiên trong vai trò đồng tác giả. "Điều này khẳng định sự chắc chắn của con đường cô chọn. Sự chắc chắn đó giờ đây khiến cô bình thản. Sự bình thản len lỏi trong từng câu hát nhưng vẫn nồng nàn, sự bình thản trong ca từ làm bài hát tự nhiên không sáo." Báo Sài Gòn tiếp thị cũng đánh giá "ca từ nữ tính như thế này quả hiếm và cũng quý lắm trong làng nhạc Việt", cùng với đó đề cao vai trò của ca sĩ "hát chính điều mình viết, điều đó khiến Mỹ Linh không phải dụng quá nhiều kỹ thuật cho mỗi bài hát mà vẫn khiến người nghe chia sẻ được với chị từng ca khúc." Tờ báo cũng đặc biệt khen ngợi phần tham gia của thành viên mới Tuấn Nam, góp phần tạo nên "chất jazz rất Tây" và "cái chất acoustic rõ nhất trong đĩa nhạc".
Báo Nhân dân ca ngợi chất acoustic đã "thể hiện được đẳng cấp của một giọng ca được tôn xưng là diva nhạc Việt". Mặt khác, tờ báo cũng khẳng định album là "của hiếm của nhạc Việt" khi dám sản xuất dưới dạng đĩa than, cũng như phân phối qua các trang nhạc kỹ thuật số quốc tế. Trên báo Lao động, nhà báo đã khẳng định funk và soul vẫn luôn là thế mạnh của Mỹ Linh, và album chứng minh cô cùng ê-kíp mang "bản lĩnh của những người tiên phong". Còn báo điện tử Vietnamnet đã nhấn mạnh Mỹ Linh đi ngược lại những kỳ vọng lớn lao của khán giả bằng "sự giản dị và những tâm sự của một người đàn bà trẻ vừa hạnh phúc". Tờ báo cũng cho rằng đây "chính là cơ hội để cô và mọi người nghe nhạc Mỹ Linh nhìn lại một giọng ca hàng đầu của nền nhạc nhẹ Việt Nam vừa cán đích chặng đường dài 15 năm sự nghiệp". Trong khi đó, báo Dân trí lại đề cao "kỹ thuật điêu luyện và cảm xúc riêng biệt" của phần âm nhạc, đặc biệt ấn tượng với giọng hát Mỹ Linh "như một nhạc cụ trong dàn nhạc".